# Freshen Up
Il Freshen Up Tour è il quindicesimo tour solista del musicista inglese Paul McCartney.
Come la maggior parte dei tour di McCartney, la scaletta contiene canzoni dai Beatles, Wings e dagli album solisti.
Il tour fu inizialmente esteso per il 2020, il ché avrebbe incluso i primi concerti in Italia dai tempi dell'Out There! Tour (2013-2015), ma tutti i concerti pianificati furono cancellati a causa della Pandemia di COVID-19.

## Sviluppo e Panoramica
Tra il 9 giugno e il 7 settembre 2018, Paul McCartney era rimasto impegnato nel cosiddetto Paul McCartney's 2018 Secret Gigs, una serie di 5 spettacoli anch'essi promozionali, 4 di essi si svolsero in Inghilterra (tra cui uno agli Abbey Road Studios) e l'ultimo fu a New York.
L'annuncio del tour fu preceduto dalla notizia della partecipazione di McCartney alla diciassettesima edizione dell'Austin City Limits Music Festival, festival annuale allo Zilker Park di Austin.
Il tour prese inizio ufficialmente il 17 settembre 2018 (dieci giorni dopo la pubblicazione di Egypt Station) e proseguì con esibizioni in Nord America (tra cui l'Austin City Limits), Giappone e in vari stati europei nel 2018, a cui si aggiunsero concerti in tre paesi sud americani nel 2019. Il primo concerto fu al Videotron Center di Québec in Canada, dove, durante l'esibizione di Let Me Roll It, McCartney incorporò uno snippet di Foxy Lady per ricordare Jimi Hendrix, cosa che verrà ripetuta in ogni concerto.
Durante l'esibizione al Dodger Stadium, che sarebbe in seguito diventata l'ultima esibizione del tour,  McCartney fu raggiunto a sorpresa dall'ex-collega Ringo Starr e insieme si esibirono in Sgt. Pepper's Lonely Hearts Club Band (Reprise) e Helter Skelter, Joe Walsh si unì durante il segmento Encore suonando The End.
A fine 2019, il tour fu rinnovato per l'anno successivo con dei concerti in altri stati europei tra cui l'Italia, con concerti a Napoli e Lucca (quest'ultimo parte del Lucca Summer Festival); tutti i concerti programmati, però, vennero cancellati con l'inizio della pandemia da COVID-19, motivo per cui il tour fu interrotto bruscamente.

## Personale

### Paul McCartney Band
- Paul McCartney – voce solista, basso, chitarra acustica, pianoforte, chitarra elettrica, ukulele, mandolino, cori
- Rusty Anderson – voce di supporto, chitarra elettrica, chitarra acustica
- Paul 'Wix' Wickens – voce di supporto, tastiere, chitarra elettrica, chitarra acustica, bongo, percussioni, armonica, fisarmonica
- Brian Ray – voce di supporto, chitarra elettrica, chitarra acustica, basso
- Abe Laboriel Jr. – voce di supporto, batterie, percussioni

Dal 2019, la Paul McCartney Band è accompagnata dalla brass band Hot City Horns, che la seguirà in ogni esibizione.
- Mike Davis – tromba
- Kenji Fenton – sassofono
- Paul Burton – trombone

### Apparizioni/Ruoli di Supporto
- Ringo Starr – voce di supporto, batterie, urla, cori
- Joe Walsh – voce di supporto, cori

## Scaletta

### 2018-2019
1. A Hard Day's Night (Beatles)
2. Hi, Hi, Hi / Junior's Farm / Save Us (solista)
3. Can't Buy Me Love / All My Loving (Beatles)
4. Letting Go (Wings)
5. Who Cares (solista)
6. Got to Get You Into My Life (Beatles)
7. Come On To Me (solista)
8. Let Me Roll It (Wings) (snippet Foxy Lady)
9. I've Got a Feeling (Beatles)
10. Let 'Em In (Wings)
11. My Valentine (solista)
12. Nineteen Hundred and Eighty-Five (Wings)
13. Maybe I'm Amazed (solista)
14. I've Just Seen a Face / We Can Work It Out (Beatles)
15. In Spite of All the Danger (The Quarrymen)
16. From Me To You (Beatles)
17. Dance Tonight (solista)
18. Love Me Do (Beatles)
19. Blackbird (Beatles)
20. Here Today (solista)
21. Queenie Eye (solista)
22. Lady Madonna (Beatles)
23. Eleanor Rigby (Beatles)
24. Fuh You (solista)
25. Being for the Benefit of Mr. Kite! (Beatles)
26. Something (Beatles)
27. Ob-La-Di, Ob-La-Da (Beatles)
28. Band on the Run (Wings)
29. Back in the U.S.S.R. (Beatles)
30. Let It Be (Beatles)
31. Live and Let Die (Wings)
32. Hey Jude (Beatles)

Segmento Encore
1. Yesterday / Birthday / I Saw Her Standing There (Beatles)
2. Sgt. Pepper's Lonely Hearts Club Band (Reprise) (Beatles)
3. Helter Skelter (Beatles)
4. Golden Slumbers / Carry That Weight / The End (Beatles)

La scaletta dell'Austin City Limits Music Festival contiene delle differenze come l'omissione di alcune canzoni e l'aggiunta di FourFiveSeconds, canzone solista in collaborazione con Rihanna e Kanye West.

## Date del Tour

### 2018
| Data              | Città      | Paese       | Luogo                  |
| ----------------- | ---------- | ----------- | ---------------------- |
| 17 Settembre 2018 | Québec     | Canada      | Videotron Centre       |
| 20 Settembre 2018 | Montréal   | Canada      | Centre Bell            |
| 28 Settembre 2018 | Winnipeg   | Canada      | Bell MTS Place         |
| 30 Settembre 2018 | Edmonton   | Canada      | Rogers Place           |
| 5 Ottobre 2018    | Austin     | Stati Uniti | Zilker Park            |
| 12 Ottobre 2018   | Austin     | Stati Uniti | Zilker Park            |
| 31 Ottobre 2018   | Tokyo      | Giappone    | Tokyo Dome             |
| 1 Novembre 2018   | Tokyo      | Giappone    | Tokyo Dome             |
| 5 Novembre 2018   | Tokyo      | Giappone    | Ryōgoku Kokugikan      |
| 8 Novembre 2018   | Nagoya     | Giappone    | Nagoya Dome            |
| 28 Novembre 2018  | Parigi     | Francia     | Paris La Défense Arena |
| 30 Novembre 2018  | Copenaghen | Danimarca   | Royal Arena            |
| 3 Dicembre 2018   | Cracovia   | Polonia     | Tauron Arena Kraków    |
| 5 Dicembre 2018   | Vienna     | Austria     | Wiener Stadthalle      |
| 6 Dicembre 2018   | Vienna     | Austria     | Wiener Stadthalle      |
| 12 Dicembre 2018  | Liverpool  | Inghilterra | Echo Arena Liverpool   |
| 14 Dicembre 2018  | Glasgow    | Scozia      | SSE Hydro              |
| 16 Dicembre 2018  | Londra     | Inghilterra | The O2 Arena           |

### 2019
| Date           | City         | Country     | Venue                                    |
| -------------- | ------------ | ----------- | ---------------------------------------- |
| 20 Marzo 2019  | Santiago     | Cile        | Estadio Nacional Julio Martínez Prádanos |
| 23 Marzo 2019  | Buenos Aires | Argentina   | Campo Argentino de Polo                  |
| 26 Marzo 2019  | San Paolo    | Brasile     | Allianz Parque                           |
| 27 Marzo 2019  | San Paolo    | Brasile     | Allianz Parque                           |
| 30 Marzo 2019  | Curitiba     | Brasile     | Estádio Couto Pereira                    |
| 23 Marzo 2019  | New Orleans  | Stati Uniti | Smoothie King Center                     |
| 27 Marzo 2019  | Raleigh      | Stati Uniti | PNC Arena                                |
| 30 Marzo 2019  | Greenville   | Stati Uniti | Bon Secours Wellness Arena               |
| 1 Giugno 2019  | Lexington    | Stati Uniti | Rupp Arena                               |
| 3 Giugno 2019  | Fort Wayne   | Stati Uniti | Allen County War Memorial Coliseum       |
| 6 Giugno 2019  | Madison      | Stati Uniti | Kohl Center                              |
| 8 Giugno 2019  | Green Bay    | Stati Uniti | Lambeau Field                            |
| 11 Giugno 2019 | Moline       | Stati Uniti | TaxSlayer Center                         |
| 14 Giugno 2019 | Arlington    | Stati Uniti | Globe Life Park                          |
| 22 Giugno 2019 | San Diego    | Stati Uniti | Petco Park                               |
| 26 Giugno 2019 | Phoenix      | Stati Uniti | Talking Stick Resort Arena               |
| 28 Giugno 2019 | Las Vegas    | Stati Uniti | T-Mobile Arena                           |
| 29 Giugno 2019 | Las Vegas    | Stati Uniti | T-Mobile Arena                           |
| 6 Luglio 2019  | Vancouver    | Canada      | BC Place                                 |
| 10 Luglio 2019 | San Jose     | Stati Uniti | SAP Center                               |
| 13 Luglio 2019 | Los Angeles  | Stati Uniti | Dodger Stadium                           |

### 2020
| Date           | City       | Country     | Venue                         | Cancellazione        |
| -------------- | ---------- | ----------- | ----------------------------- | -------------------- |
| 23 Maggio 2020 | Lilla      | Francia     | Stade Pierre-Mauroy           | Pandemia di COVID-19 |
| 26 Maggio 2020 | Parigi     | Francia     | Paris La Défense Arena        | Pandemia di COVID-19 |
| 29 Maggio 2020 | Nimega     | Paesi Bassi | Goffertpark                   | Pandemia di COVID-19 |
| 31 Maggio 2020 | Bordeaux   | Francia     | Matmut Atlantique             | Pandemia di COVID-19 |
| 4 Giugno 2020  | Hannover   | Germania    | HDI Arena                     | Pandemia di COVID-19 |
| 7 Giugno 2020  | Lione      | Francia     | Groupama Stadium              | Pandemia di COVID-19 |
| 10 Giugno 2020 | Napoli     | Italia      | Piazza del Plebiscito         | Pandemia di COVID-19 |
| 13 Giugno 2020 | Lucca      | Italia      | Mura storiche di Lucca        | Pandemia di COVID-19 |
| 17 Giugno 2020 | Barcellona | Spagna      | Estadi Olímpic Lluís Companys | Pandemia di COVID-19 |
| 21 Giugno 2020 | Werchter   | Belgio      | Werchter Festival Grounds     | Pandemia di COVID-19 |
| 27 Giugno 2020 | Pilton     | Inghilterra | Worthy Farm                   | Pandemia di COVID-19 |